# Jūkendō
Jūkendō (銃剣道 (銃劍道) (súng kiếm đạo)/ じゅうけんどう/ ジューケンドー) là một môn võ của Nhật Bản sử dụng lưỡi lê làm vũ khí, và có nét giống với kendo (nhưng dùng lưỡi lê thay vì dùng kiếm). Kỹ thuật Jukendo được dựa trên sojutsu (dùng thương) hoặc kỹ thuật lưỡi lê từ thế kỷ 17, khi súng ống được đưa vào Nhật Bản.
Trong thời kỳ Minh Trị, kỹ thuật chiến đấu dùng lưỡi lê của Nhật được củng cố thành một hệ thống võ thuật tên là jukenjutsu, và dạy tại học viện quân sự Toyama ở Tokyo. Ueshiba Morihei đã dựa vào jukenjutsu và một số môn võ khác để sáng lập ra aikido. Trong Thế chiến II, việc sử dụng jukenjutsu đã bị quân đồng minh cấm, nhưng sau đó trở lại dưới hình thức jukendo hiện đại. Liên đoàn Jukendo Nghiệp dư Nhật Bản được thành lập vào năm 1952. Liên đoàn Jukendo Nhật Bản được thành lập vào năm 1956.
Jūkendō hiện đại sử dụng một mokujū, một bản sao bằng gỗ của một khẩu súng trường với một lưỡi lê gắn liền và bị chặn ở cuối, thay cho một khẩu súng trường thực sự. Môn võ này được thực hiện bởi cả quân đội và dân thường Nhật Bản. Đào tạo kết hợp kata (mẫu), hai người luyện tập, và các trận đấu sử dụng mokujū và áo giáp bảo vệ. Ba khu vực mục tiêu chính là tim, cổ họng và phía dưới bên trái của đối phương.